# راسلمينيا 2000
راسلمينيا 2000 هو المهرجان السادس عشر من سلسلة مهرجانات راسلمينيا الذي يقدمة اتحاد المصارعة الحرة جرى عرضه في 2 أبريل 2000 في ساحة أروهاد بود في مدينة أنهايم بولاية كاليفورنيا الأمريكية .

## روابط خارجية
- راسلمينيا 2000 على موقع IMDb (الإنجليزية)
- راسلمينيا 2000 على موقع قاعدة بيانات الفيلم (الإنجليزية)
- راسلمينيا 2000 على موقع كينوبويسك (الروسية)

- The official website of WrestleMania 2000 (16)
- WrestleMania 2000 (2000) Facts/Stats